# 朱莉娅·洛伦佐尼
朱莉娅·洛伦佐尼（義大利語：Giulia Lorenzoni，1940年3月11日—），意大利击剑运动员。她曾代表意大利参加1968年、1972年和1976年夏季奥林匹克运动会击剑比赛，三届比赛最好名次是1972年奥运会女子团体花剑的第四名。